# Egejska kultura
Na području oko Egejskog mora, na egejskim otocima i na otoku Kreti nastalo je još u četvrtom tisućljeću pr. Kr. nekoliko visokih kultura. Najvažnija od njih je ona nastala na otoku Kreti. Klima je na kreti mediteranska, a zemlja plodna pa su se stanovnici bavili ratarstvom, stočarstvom i ribolovom. Temelj bogatstva i blagostanja Krete bili su trgovina i pomorstvo. Položaj otoka, bio je izvanredan pa se Kreta na pomorskom putu nije mogla zaobići. Stoga su Krećani poput Feničana razvili posredničku trgovinu. Na Kreti su bili razvijeni i mnogi obrti, a Krećani su bili vješti u izradi nakita od zlata i srebra.

## Kulturna skupina
Egejska kultura je opći naziv za srodne brončanodobne kulture koje su se od 3000. do 1100. pr. Kr. razvijale na obalama Egejskoga mora, na Cikladima, Kreti i Peloponezu.
Unatoč nekim općim zajedničkim značajkama međusobno se razlikuju, pa se govori o:
1. kulturi Male Azije,
2. cikladskoj,
3. kretskoj,
4. heladskoj (Stara Grčka#Uspon Grčke) i
5. mikenskoj kulturi.

Temelj za upoznavanje tih kultura postavila su iskapanja Heinricha Schliemanna u Troji, Mikeni i Tirintu, te Arthura Evansa na Kreti.

## Minojska kultura
Otok Kretu istraživao je engleski arheolog Arthur Evans koji je početkom 20. stoljeća otkrio mnoge ostatke sjajne kretske kulture i nazvao je minojskom kulturom, po imenu legendarnog kralja Minoja. Na istraživanje ga je potaknuo Mit o Tezeju. Ime Minoj bilo je dinastičko ime svih kretskih vladara. Počeci minojske civilizacije sežu u vrijeme oko 3000. pr. Kr. Između 2000. i 1700. pr. Kr. sagrađene su na Kreti velike palače u Festu, Knossosu, Maliji i Hagija Trijadi. Ove su palače bile upravna središta minojskih kraljeva, a njihova je glavna karakteristika što nisu bile utvrđene. Minojska se moć zasnivala na gospodarenju morem i vjerovalo se da će svakog neprijatelja koji se pokuša približiti otoku minojska mornarica uništiti još na moru. Minojska je kultura propala u 15. stoljeću pr. Kr., nakon vulkanske erupcije otoka Tere, kad se zbog kataklizme pojavio golemi plimni val koji je uništio kretsku mornaricu.

## Umjetnost Krete
Kretske su palače bile odlično građene, a stupovi su uvijek bili drveni. Zidovi Minojeve palače ukrašeni su freskama s prizorima iz svakodnevnog života, a osobito često prikazana je igra s bikovima. Osim zidnog slikarstva na Kreti je bilo vrlo razvijeno i oslikavanje keramike. Krećani su osobito voljeli slikati morski svijet pa su česti motivi ribe, hobotnice i morsko bilje. Zbog toga je taj stil oslikavanja nazvan morskim stilom.

## Troja
Na brdu Hisarliku na sjeverozapadnoj obali Male Azije otkrio je Nijemac Heinrich Schliemann ostatke grada za koje se pokazalo da pripadaju Troji ili Iliju, čuvenom gradu iz Homerova spjeva Ilijada. Schliemann je bio veliki štovatelj Homera i smatrao je da se pomoću opisa krajolika u Ilijadi može točno odrediti položaj Troje. Njegovo je otkriće pokazalo da je bio u pravu. Na brdu Hisarliku on je otkrio ostatke grada u devet slojeva, što je pokazivalo da je Troja u više navrata stradala i zatim bila obnavljana na istome mjestu. Razlog je tome njezin vrlo povoljan položaj, koji je omogućavao nadzor prolaska iz Crnog u Egejsko more. U jednoj niši u zidu Schliemann je otkrio bogatu riznicu zlatnog nakita i to blago pripisao kralju Prijamu. Kasnije se utvrdilo da taj nalaz pripada starijem vremenu, ali se i dalje nastavio koristiti izraz Prijamovo blago.

## Unutarnje poveznice
- Egejska umjetnost
- Minojska kultura
- Troja
- Heinrich Schliemann
- Arthur Evans

## Vanjske poveznice
- Egejske Civilizacije Brončanog Doba
- Jeremy B. Rutter, Prapovijesna arheologija egejske kulture  Arhivirana inačica izvorne stranice od 1. siječnja 2009. (Wayback Machine)